# Nearcha uncta
Nearcha uncta là một loài bướm đêm trong họ Geometridae.